# Ouahigouya
Ouahigouya – miasto w Burkinie Faso, położone w północnej części kraju, 182 km na północny zachód od Wagadugu. Według spisu z 2019 roku, mieszka tu 124,6 tys. osób. 
Miasto zostało założone w 1757 roku jako stolica królestwa Yatenga (dziś jest stolicą prowincji Yatenga i regionu Nord). W 1825 roku zostało zniszczone przez Francuzów, następnie odbudowane i ponownie kilkakrotnie atakowane. W 1896 roku Francuzi ostatecznie zdobyli miasto i założyli tu fort.
W czasie konfliktu malijsko-burkińskiego w 1985 roku siły zbrojne Mali zbombardowały tutejsze targowisko, zabijając blisko 100 ludzi.
Przez miasto przebiega główna trasa komunikacyjna łącząca Wagadugu z malijskim miastem Mopti. Do Wagadugu kursują stąd regularne autobusy.